# Liste der algerischen Botschafter in Russland

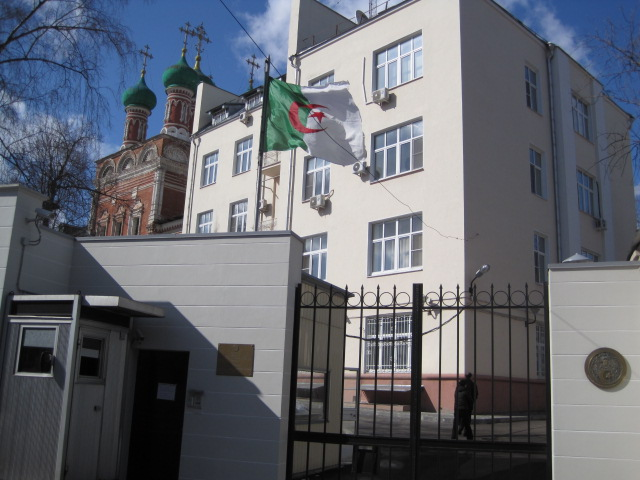
Botschaft in 1A Moskau

| ernannt am    | Ernennungsdekret | Name                    | Bemerkungen | ernannt von            | akkreditiert bei                    | Posten verlassen | Abberufungsdekret |
| ------------- | ---------------- | ----------------------- | --- | ---------------------- | ----------------------------------- | ---------------- | ----------------- |
| 1961          |                  | Omar Oussedik           | | Ahmed Ben Bella        | Nikita Sergejewitsch Chruschtschow  |                  |                   |
| Feb. 1963     |                  | Mohamed Seddik Benyahia | Mohamed Ben Yahia war ab Juni 1965 in Moskau, wurde am 24. Oktober 1966 zum Informationsminister ernannt. | Ahmed Ben Bella        | Nikita Sergejewitsch Chruschtschow  | Mai 1965         |                   |
| Mai 1965      |                  | Omar Oussedik           | | Houari Boumedienne     | Leonid Iljitsch Breschnew           |                  |                   |
| 14. Okt. 1970 | [ JORADP 1 ]     | Redha Malek             | | Houari Boumedienne     | Leonid Iljitsch Breschnew           | 23. Apr. 1977    | [ JORADP 2 ]      |
| 1. Jan. 1978  |                  | Abdelkerim Benmahmoud   | | Rabah Bitat            | Leonid Iljitsch Breschnew           | 30. Sep. 1979    | [ JORADP 3 ]      |
| 1. Okt. 1979  |                  | Layachi Yaker           | | Chadli Bendjedid       | Leonid Iljitsch Breschnew           | 31. Juli 1982    |                   |
| 31. Juli 1982 |                  | Messaoud Ait Châalal    | 1970:Algeria’s new Ambassador to Belgium, M.Messaoud Ait Chaalal. presented his credentials to King Baudouin on December 1970 | Chadli Bendjedid       | Leonid Iljitsch Breschnew           | 21. Aug. 1984    | [ JORADP 4 ]      |
| 1. Sep. 1984  |                  | Abdelmadjid Allahoum    | Allahoum Abdelmajid (* 1934 in M'Sila; † 1996) stammt aus einer caïdalen Familie. Hauptmann Französische Streitkräfte, 1956 Anhänger der Fédération de France. Als Officier von der Armée de libération nationale (Algérie) und später von der ANP übernommen, 1965–1979: Posten im Präsidialamt 1979–1984 Posten in Ministerien, 1984–1992 im Botschafter. | Chadli Bendjedid       | Konstantin Ustinowitsch Tschernenko | 31. Aug. 1986    |                   |
| 1. Sep. 1986  |                  | Abdellah Feddal         | | Chadli Bendjedid       | Andrei Andrejewitsch Gromyko        |                  |                   |
| 1. März 1988  |                  | M’hamed Yala            | | Chadli Bendjedid       | Michail Sergejewitsch Gorbatschow   |                  |                   |
| 1. Okt. 1997  |                  | Aamr Mekhloufi          | | Liamine Zéroual        | Boris Nikolajewitsch Jelzin         |                  |                   |
| 2000          |                  | Youssef Dib             | | Abd al-Asis Bouteflika | Wladimir Wladimirowitsch Putin      | 2001             |                   |
| 24. Dez. 2001 | [ JORADP 5 ]     | Amar Abba               | | Abd al-Asis Bouteflika | Wladimir Wladimirowitsch Putin      | 14. Apr. 2009    | [ JORADP 6 ]      |
| 15. Juli 2008 |                  | Chergui Smail           | | Abd al-Asis Bouteflika | Dmitri Anatoljewitsch Medwedew      |                  |                   |